# Haa kaauw
Haa kaauw of ha kau (spreek uit als: "haa kaauw") is een Chinese garnaal omwikkeld met een speciaal gestoomd wit deeg. Het ziet eruit als een doorzichtig wit portemonneetje.

## Bereiding
De garnalen worden eerst zeer fijn gehakt, waardoor er een garnalengehakt ontstaat.
Het witte deeg wordt gemaakt van bloem en water. Na het door elkaar kneden ontstaat een meelbal. Later wordt het deeg in kleinere balletjes verdeeld. Elk meelballetje wordt plat gedrukt tot een soort pannenkoekje.
Kleine beetjes garnalengehakt worden verpakt in de pannenkoekjes en gestoomd in een stoommandje waarin ze net als de meeste gestoomde dimsum ook in geserveerd worden.

## Serveren
De haa kaauw is evenals de siew maai een veelvoorkomend dimsumgerecht. In Nederland kan men het eten in traditionele Chinese restaurants. Ook is het verkrijgbaar in kant-en-klare diepvriesvorm. Deze lekkernij is te koop in grote Chinese toko's en kan worden klaargemaakt in een magnetron of door stomen.